# 中信地方
中信地方（日语：／ Chūshin chihō */?）是指日本長野縣的西部地區，中心城市是松本市。中央本線東西橫貫中信地方。在古代這裡是中山道和「鹽之道」的交匯處。雖然中信地方在行政上屬於長野縣，但和日本海沿岸的北信地方關係較淺，在戰國時代曾是武田氏的領地。廢藩置縣時，該地一度屬於筑摩縣。中信地方屬於中央高地式氣候。